# Sången om den eldröda blomman (pel·lícula de 1919)
Sången om den eldröda blomman (lit. "El cant de la flor vermella") és una pel·lícula sueca de 1919 dirigida per Mauritz Stiller. És basat en el conte "Laulu tulipunaisesta kukasta" de Johannes Linnankoski.

## Argument
Olof, el petit fill de la pagesa Koskela, després d'haver dirigit paraules d'amor a la pastoreta Annikki, en el poc temps d'una festa campestre canvia d'opinió a favor de l'Elli, una noia que treballa en una granja propera.
Tanmateix, fins i tot aquesta història acaba ràpidament: Elli, a causa de les seves pròpies trobades nocturnes incòmodes amb l'Olaf, és expulsada, i el mateix Olaf, després d'una baralla amb el seu pare, decideix abandonar la casa del seu pare i seguir el seu camí, escollint la vida d'una companyia de llenyataires.
Passant per un poble, a través de l'empresa que està a punt d'emprendre amb èxit, baixar el curs del riu sobre un tronc d'arbre fins als ràpids, Olaf conquereix el cor de Kyllikki, la tímida i orgullosa filla del ric pagès Moisio, amb qui abans havia provat una aproximació, amb resultats negatius. Però el seu pare, Moisio, no li concedeix la mà de la seva filla per la mala fama que tenien els llenyataires amb la seva vida errant, entre els pagesos permanents.
Aleshores Olof reprèn el seu vagabundeig, fins que arriba a una gran ciutat, on es relaciona amb una prostituta. Com que el plantejament no funciona, li presenta una jove "col·lega" seva, recentment arribada. És l'Elli.
L'Olof queda commocionat i, després d'haver abandonat el bordell, comença a reflexionar sobre la seva pròpia vida desordenada. Aleshores decideix tornar a la casa de cites a la recerca de l'Elli, però descobreix que la noia, mentrestant, s'ha suïcidat.
Després torna a casa, però en arribar-hi s'assabenta que els seus pares han mort.
Després es presenta a la casa de Moisio, decidit a prendre Kyllikki com a dona. El seu pare, com és habitual, està en contra, però quan l'Olof li diu que és el pagès de Koskela, de sobte canvia d'opinió i compleix de bon grat el vincle matrimonial.

## Repartiment
- Lars Hanson – Olof Koskela
- Greta Almroth – Annikki
- Lillebil Ibsen - Elli, anomenada Gasellen, criada a Koskelagården
- Louise Fahlman - Amfitriona de Koskela, mare d'Olof
- Axel Hultman – granger Koskela, pare d'Olof
- John Ekman - el capatàs del grup
- Hjalmar Peters – El granger Moisio
- Edith Erastoff – Kyllikki, la filla del granger Moisio
- Nils Lundell - fill d'Inkala, promès de Kyllikki
- Olof Ås t
- Paul Hagman
- Gösta Ström:
- Bengt Djurberg

## Banda sonora
La banda sonora original de Sången om den eldröda blomman fou composta per Armas Järnefelt.""Järnefelt va ser el primer a Suècia a compondre una partitura que coordinava imatge i música, en part amb material de cançons populars."